# Discovery Institute
The Discovery Institute er en konservativ amerikansk tænketank, etableret i 1990, der har gjort sig bemærket ved at være varm fortaler for Intelligent design. Vigtigst i den sammenhæng er Discovery Institute afdeling "Center for Science and Culture", der blev etableret i 1996.
Center for Science and Culture har udarbejdet den såkaldte Wedge Strategy ("kile-strategien"), hvis mål er at "besejre" den postulerede "materialistiske" videnskab, herunder i særdeleshed evolutionslæren, og at erstatte de videnskabelige forklaringer med den teistisk religiøse forklaring, at naturen og mennesket er skabt af Gud. For at nå dette mål postuleres, at evolutionslæren er en teori "i krise", og at teorien i videnskabelige kredse er udsat for kritik.

## Eksterne links
- Link til Discovery Institutes hjemmeside Arkiveret 25. oktober 2007 hos  Wayback Machine
- Link til Center for Science and Culture Arkiveret 2. oktober 2003 hos  Wayback Machine